# 聖安娜-杜帕拉伊索
圣安娜-杜帕拉伊苏是巴西米纳斯吉拉斯州的一个市镇。总面积275.529平方公里，总人口22765人，人口密度82.6人/平方公里。